# Pierce Butler (4e vicomte Ikerrin)
Pour l’article homonyme, voir Pierce Butler.
Pierce Butler, 4e vicomte Ikerrin (vers 1677-1711), est un pair irlandais, homme politique et soldat de métier, qui atteint le rang de général de brigade de la reine Anne. Il est déclaré hors-la-loi en tant que jacobite en 1690, mais ses titres et domaines lui sont restitués en 1698.

## Jeunesse
Il est l'aîné des deux fils de James Butler, le 3e vicomte Ikerrin et son épouse Eleanor Redman, fille et héritière du colonel Daniel Redman du château de Ballylinch, à Thomastown, Comté de Kilkenny. Son père est issu de John Butler de Clonamicklon (décédé en 1330), qui fonde une branche cadette de la grande dynastie des Butler dont le chef est le duc d’Ormonde. Le père de sa mère est un officier de l'armée d'Oliver Cromwell qui a acheté son domaine dans le comté de Kilkenny à son beau-frère, le capitaine John Joyner, qui commence sa carrière de cuisinier au sein de la maison du roi Charles Ier.
Il est né à la maison familiale de sa mère, Ballylinch Castle, entre 1677 et 1679. Il fait ses études au Trinity College, à Dublin. Son grand-père, le 2e vicomte, se convertit à l'Église d'Irlande, mais son père et au moins une de ses tantes, Elizabeth (mariée à John Meade (1er baronnet) (en)), reviennent à la religion catholique romaine. Pour cette raison, son père obtient la faveur du roi catholique Jacques II d’Angleterre et devient capitaine des Grenadier Guards. Le 3e vicomte meurt de la variole à Londres en octobre 1688 et Pierce lui succède.

## Jacobite
Jacques II est déposé après la Glorieuse Révolution de 1688 et s'enfuit en France, puis envahit l'Irlande. Il convoque un parlement, généralement appelé le Parlement des patriotes, à Dublin en 1689. On dit souvent que Pierce « siégeait » à la Chambre des lords irlandaise au sein de ce parlement, mais puisqu'il ne pouvait avoir que douze ans à l'époque, il n'est vraisemblablement présent que par procuration. Même sa présence théorique est suffisante pour le rendre hors-la-loi après la défaite de Jacques II à la bataille de la Boyne. Cependant, la grande dynastie des Butler, dont les Butler d'Ikerrin sont une branche cadette, ne souffre pas du fait de la chute de Jacques II et Pierce a beaucoup de parents protestants influents pour plaider en son nom. Sa mise hors-la-loi est levée en 1698 et il retrouve son titre et prend place à la Chambre des lords en octobre 1698.

## Carrière militaire
Comme son père et le père de sa mère, il devient soldat professionnel. Il est colonel d'infanterie de 1700 à 1705, puis colonel de dragons. Il semble avoir été un officier qualifié et avoir été actif en Espagne pendant la guerre de Succession d'Espagne. Il devient brigadier général peu de temps avant sa mort.
Il est décédé début janvier 1711 au château de Rathbarry, dans le comté de Cork, probablement lors d'une visite familiale, car la famille Freke de Rathbarry sont ses proches parents.

## Mariage et enfants
Il épouse Alicia Boyle, fille de Murrough Boyle (1er vicomte Blesington) et sa deuxième épouse, Anne Coote, dont il a un fils :
- James Butler, 5e vicomte Ikerrin.

Il épouse en secondes noces Olivia St. George, fille d'Oliver St George (1er baronnet) (en) et son épouse Olivia Thornton, et veuve de Robert Colville. Ce mariage est sans enfant. Sa veuve est décédée en 1724.
Le 5e vicomte meurt jeune en 1712 et le titre revient à son oncle Thomas Butler (6e vicomte Ikerrin).